# 參考館員
參考館員是指圖書館中負責參考諮詢服務的館員。當讀者有使用圖書館資源或研究上的問題時，參考館員扮演著圖書館與讀者之間的橋樑，指引讀者取得所需的資源，電子資料庫的使用指導也屬於參考館員的職責範圍。因此，參考館員必須熟知圖書館內所有參考工具，並具有廣博的知識，以及與讀者良好互動的能力，才能勝任參考工作。
傳統參考館員與讀者進行面對面的參考諮詢，現今因科技網路發達，線上參考諮詢已相當普遍，參考館員必須面臨的挑戰與以往不同，首要的挑戰是讀者可利用的線上資源豐富，使用參考服務的需求減少；次要是網路資源豐富，參考館員如何因應資訊爆炸時代的挑戰。